# Инкпадута
Инкпадута (англ. Inkpaduta; ок. 1797 — 1881) — вождь индейского племени вахпекуте, входящего в народ санти. Был военным лидером во время конфликта с американцами, известного как Резня у Спирит-Лейк, позднее неоднократно участвовал в боях с армией США. Его имя переводится как Окровавленный Кончик Оленьего Рога.

## Ранняя жизнь
Инкпадута родился приблизительно в 1797 году на земле, которая позже станет известна как Территория Дакота. Его отцом был вождь вахпекуте по имени Вамдисапа, Чёрный Орёл, который во время Англо-американской войны поддерживал США. Его родной брат, Тасаги, присоединился к мдевакантонам и встал на сторону британцев. Между ними разгорелась вражда, и отец Инкпадуты убил своего брата, после чего, со своими сторонниками откололся от остальных вахпекуте и переместился на территорию Южной Дакоты в район реки Вермиллион. В 1828 году Вамдисапа со своей группой переехал на территорию Миннесоты в район реки Кэннон. 
В детстве Инкпадута заболел оспой, многие его родственники умерли в результате эпидемии, но сам он остался жив, на его лице на всю жизнь остались ужасные шрамы. В 1848 году Вамдисапа скончался от ранений, полученных во время боя со скиди и Инкпадута становится вождём вахпекуте. Вскоре после этого, его группа перебирается в Айову в район современного округа Уэбстер.

## Становление лидером

### Резня у Спирит-Лейк
Инкпадута и его люди были исключены из долевого пользования согласно договору в Мендоте, который был подписан 5 августа 1851 года, и были лишены ежегодных выплат. Когда они прибыли в Миннесоту, чтобы получить свою часть ренты, индейский  агент отказался признавать их, как  часть санти, и не выдал им рационы, которые по праву им принадлежали. В 1854 году Генри Лотт, торговец виски, убил брата Инкпадуты и девять членов его семьи. Вождь пытался добиться наказания для убийцы, но местные власти ничего для этого не сделали. 
Инкпадута решил, что до тех пор, пока его люди не будут получать правительственные рационы, он имеет полное право жить на земле своих предков вокруг озера Спирит и прогонять оттуда  всех белых людей. Он переместил свою группу на север Айовы и обосновался там, пытаясь сохранить эту территорию для вахпекуте. В конце зимы 1857 года группа Инкпадуты сильно голодала и индейцы вынуждены были просить пищу у поселенцев. Собака белого человека укусила одного из воинов вахпекуте, и тот её убил. Владелец собаки сильно разозлился, оскорбил индейца и начал его бить. Инкпадута и его люди решили покинуть район, где проживали белые, но были окружены и пойманы. Американцы отобрали у них оружие и  потребовали, чтобы индейцы не возвращались ни при каких обстоятельствах. Оставшись без оружия, вахпекуты были обречены на жестокий голод. Это событие вызвало гнев у воинов и они решили отомстить белым. Инкпадута смог добыть несколько винтовок и 8 марта 1857 года его воины совершили набег на поселения белых людей у Спирит-Лейк, на границе штатов Айова и Миннесота. 34 поселенца были убиты, 3 женщины попали в плен. Позднее воины убили ещё  нескольких белых. Поймать небольшую группу вахпекуте американским военным не удалось и они призвали на помощь мдевакантонов Маленькой Вороны, которым удалось убить нескольких людей Инкпадуты. Вождь вахпекуте увёл свою группу на запад, где они поселились среди янктонаев.

### Войны с США
Когда началось Восстание сиу, Инкпадута принял в нём участие, несмотря на враждебное отношение к нему мдевакантонов, его люди сражались у форта Аберкромби. После капитуляции большей части санти, вождь ушёл на запад. На территории современного округа Киддер он обнаружил большой лагерь других санти, кроме них там были янктонаи, янктоны и лакота. 24 июля 1863 года стойбище индейцев было атаковано американской армией под руководством бригадного генерала Генри Сибли. Позднее, Инкпадута участвовал во многих боях с американцами, в том числе: у озера Дэд-Баффало 26 июля 1863 года, у озера Стони 28 июля 1863 того же года, через два дня при Уайтстоун-Хилле, у горы Киллдир 28 июля 1864 года. Прожив несколько лет с лакота, его группа отправилась в Канаду, откуда иногда совершала набеги на белых поселенцев в США. В 1875 году они пересекли границу и присоединились к хункпапа Сидящего Быка. Инкпадута и два его сына  участвовали в Битве при Литтл-Бигхорн. Его способности, как военного стратега и лидера, признавали многие индейцы.

## Поздние годы
В мае 1877 года лидер лакота Сидящий Бык решил уйти в Канаду, Инкпадута присоединился к нему. Среди воинов его группы был Белый Отпечаток Стопы, дядя одного из первых индейских писателей Чарльза Истмена. Лидер вахпекуте был одним из немногих индейских вождей второй половины XIX века, который никогда не жил в резервации и до конца жизни оставался свободным человеком. Большинство его сыновей погибли в сражениях с американскими солдатами. 
Инкпадута умер в Манитобе в 1881 году.

## Комментарии
1. ↑  По другим данным, он родился в 1815 году.